# 9-я Воеводинская ударная бригада
9-я Воеводинская ударная бригада (сербохорв. Девета војвођанска ударна бригада / Deveta vojvođanska udarna brigada) — воинское формирование Народно-освободительной армии Югославии. Выполняла задания по захвату неприятельских позиций в годы Народно-освободительной войны Югославии, после войны отвечала за безопасность на освобождённых партизанами территориях.

## История
Бригада образована 11 сентября 1944 в Босутских лесах около местечка Морович. В состав бригады вошли партизаны Босутского отряда, 2-го батальона 7-й Воеводинской бригады, новые воеводинские добровольцы и перешедшие на сторону партизан хорватские домобранцы. В составе трёх батальонов изначально насчитывалось 700 человек, к 16 октября в бригаде были 4 батальона и батарея орудий (численность 1161 человек). До конца сентября подчинялась Главному штабу НОАЮ в Воеводине, с октября в распоряжении штаба Сремской оперативной зоны.
До середины октября 9-я бригада орудовала в Босутских лесах, атакуя автоколонны противника, охраняя больницу Главного штаба НОАЮ в Воеводине, разрушая линии снабжения и вербуя новых солдат для 12-го армейского корпуса, расквартированного в Мачве. Солдатами бригады были разрушены мосты на дорогах Шид—Кукуевцы в ночь с 1 на 2 октября, Мартинцы—Кукуевцы в ночь с 51 на 16 октября и Мартинцы—Лачарак. Она также воевала у горы Фрушки. В ночь с 19 на 20 октября вела бои в местечке Сот против усташей, 23 октября в содействии с ударным батальоном 11-й бригады разгромила немецкую колонну на линии Велики-Радинцы — Чалма, с 25 по 27 октября с батальоном 7-й Воеводинской ударной бригады осаждала крепость Врдник у Ирига.
В конце октября отдана временно в распоряжение 36-й Воеводинской дивизии, сражалась против немцев под местечками Лежимир и Шишатовац, а 2 ноября по приказу Главного штаба НОАЮ в Воеводине прибыла в Нови-Сад, где вошла в тамошний гарнизон. 18 декабря 1944 преобразована во 1-ю бригаду 7-й дивизии Корпуса народной обороны Югославии. Расформирована в январе 1953 года. За службу награждена орденом «За заслуги перед народом».